# Francolinus francolinus

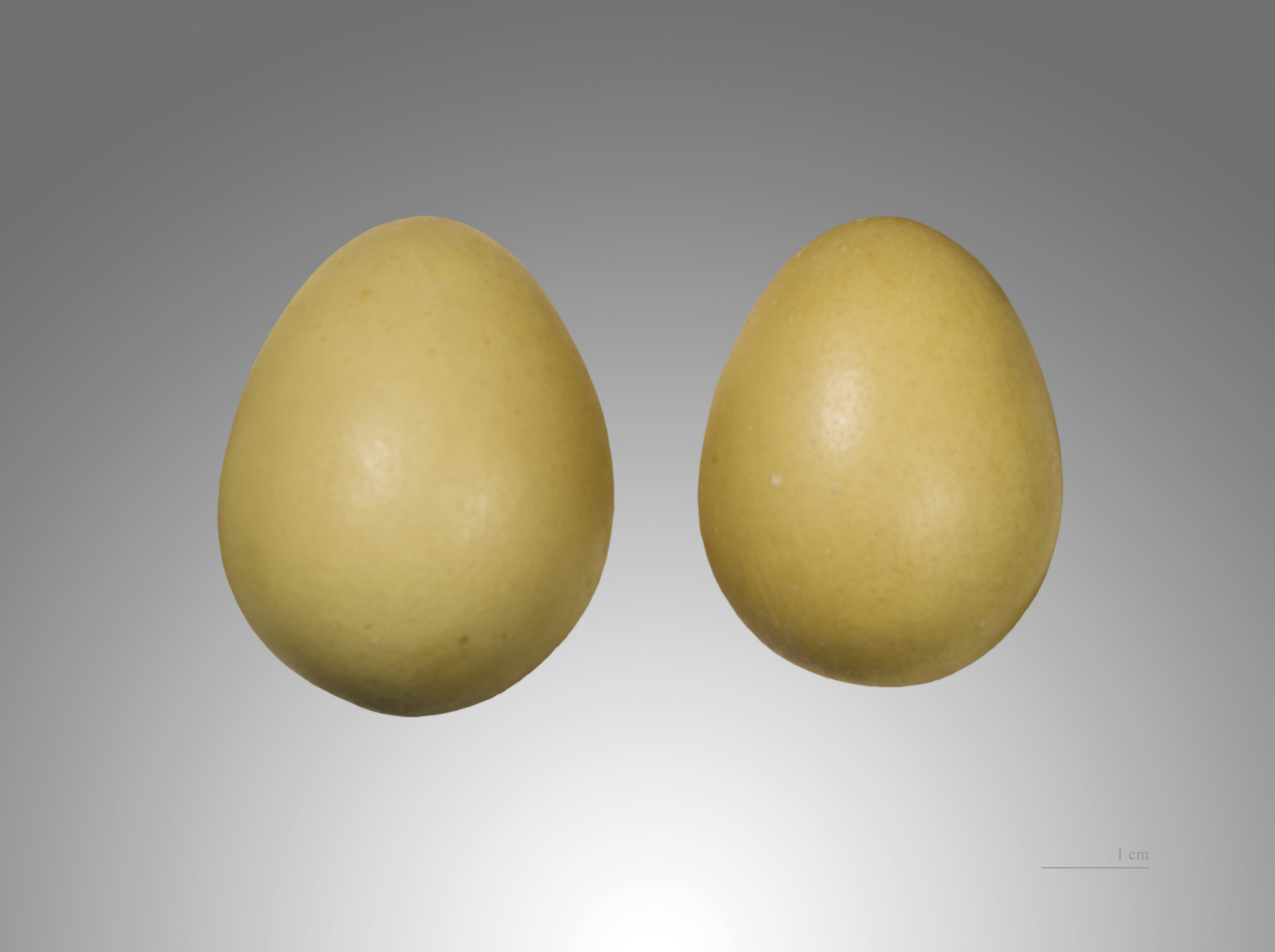
Huevos de Francolinus francolinus

El francolín ventrinegro, francolín negro o francolín común (Francolinus francolinus) es una especie de ave galliforme de la familia Phasianidae que habita desde Turquía y Oriente Medio hasta Bangladés. Durante un tiempo formó parte de la fauna ibérica, como testifican numerosos cuadros como el Bodegón con cardo, francolín, uvas y lirios de Felipe Ramírez, así como otras obras de Juan Sánchez Cotán. Al parecer fue introducido por la corona de Aragón en Cataluña, Comunidad Valenciana y Baleares desde el siglo XIII, donde sobrevivió hasta su extinción seis siglos después. En la India se lo considera el ave estatal de Haryana.

## Características
Es reconocible por la rica mezcla de colores negro, marrón, castaño y blanco en el macho; puede identificarse también por el áspero reclamo audible desde lejos que emiten ambos sexos.

## Historia natural
Se encuentra tanto en tierras bajas como en las montañas, a altitudes de hasta 1600 m. Es popular como pieza de caza. Su dieta consiste en semillas, brotes y yemas de plantas, suplementada con insectos, gusanos y otros invertebrados.

## Subespecies
Se conocen seis subespecies de Francolinus francolinus:
- Francolinus francolinus francolinus - Chipre y Asia Menor a Irak y Irán
- Francolinus francolinus arabistanicus - S Irak y W Irán
- Francolinus francolinus bogdanovi -S Irán y Afganistán  al S Pakistán
- Francolinus francolinus henrici - S Pakistán al W India
- Francolinus francolinus asiae - N India
- Francolinus francolinus melanonotus - E India a Sikkim y Bangladés